# Wolfgang Hübener (Prähistoriker)
Wolfgang Hübener (* 15. Juni 1924 in Kiel; † 1. April 2015 in Freiburg im Breisgau) war ein deutscher Prähistoriker.

Nach dem Studium der Ur- und Frühgeschichte wurde Hübener am 14. Januar 1952 an der Universität Kiel bei Ernst Sprockhoff mit der Arbeit Die Keramik von Haithabu promoviert. Für diese Arbeit erhielt er 1952/53 das Reisestipendium des Deutschen Archäologischen Instituts. Am 21. Juli 1962 habilitierte er sich an der Universität Freiburg mit der Arbeit Absatzgebiete frühgeschichtlicher Töpfereien in der Zone nördlich der Alpen. Beiträge zur Keramik der Merowingerzeit. Von 1977 bis 1989 war er ordentlicher Professor für Vor- und Frühgeschichte an der Universität Hamburg. Seit 1957 war er auch Mitglied der Schwäbischen Forschungsgemeinschaft.

## Schriften (Auswahl)
- Die Keramik von Haithabu. (Die Ausgrabungen in Haithabu, Bd. 2). Wachholtz, Neumünster 1959.
- Absatzgebiete frühgeschichtlicher Töpfereien in der Zone nördlich der Alpen. Beiträge zur Keramik der Merowingerzeit. Freiburg i. Br. 1962.
- Eine Studie zur spätrömischen Rädchensigillata (Argonnensigillata). In: Bonner Jahrbücher 168, 1968, S. 241–284.
- Die römischen Metallfunde von Augsburg-Oberhausen. Ein Katalog. Laßleben, Kallmünz/Opf. 1973.
- (Hrsg.): Die Alemannen in der Frühzeit (Veröffentlichung des Alemannischen Instituts Freiburg/Br., Nr. 34), Konkordia AG, Bühl/Baden 1974.
- Eine Studie zu den Beilwaffen der Merowingerzeit, in der Zeitschrift für Archäologie des Mittelalters 8, 1980, S. 65–127.
- Franziska. In: Reallexikon der Germanischen Altertumskunde, Bd. 9, Berlin/New York 1995, S. 470–476.
- Materialien zur Geschichte des merowingerzeitlichen Saxes. In: Studies Berta Stjernquist, Acta Archaeologica Lundensia. Lund 1988, S. 225–236.
- Die Langsaxe der späten Merowingerzeit. In: Acta praehistorica et archaeologica 21, 1989, S. 75–84.
- Archäologische Untersuchungen in Bardowick 1979-1982. Buske, Hamburg, 1984. ISBN 3-87118-682-1.
- Frühmittelalterliche Zentralorte im Niederelbgebiet (Forschungserträge 1970-1987). In: Hammaburg N.F. 10, 1993, S. 167–193.